# Fredeburg
Fredeburg település Németországban, Schleswig-Holstein tartományban. Lakosainak száma 46 fő (2023. december 31.).

## Népesség
A település népességének változása:
| Lakosok száma | 67   | 38   | 39   | 45   | 45   | 46   |
|               | 1975 | 2017 | 2019 | 2021 | 2022 | 2023 |